# Denis Horník
Denis Horník (Galanta, 13 luglio 1997) è un calciatore slovacco, difensore dello Slovan Galanta.

## Caratteristiche tecniche
È un terzino sinistro.

## Carriera

### Club
Cresciuto nel settore giovanile dello Spartak Trnava, ha esordito in prima squadra il 27 febbraio 2016 in occasione del match di Superliga slovacca vinto 1-0 contro lo Zemplín Michalovce.

### Nazionale
Ha giocato nelle nazionali giovanili slovacche Under-18 ed Under-19.

## Palmarès

### Club

#### Competizioni nazionali
- Coppa di Slovacchia: 1

Spartak Trnava: 2018-2019